# Isla Sorna
Isla Sorna (detta anche il "Sito B") è un'isola immaginaria che funge da ambientazione al romanzo Il mondo perduto di Michael Crichton e ai film derivati Il mondo perduto - Jurassic Park (1997), Jurassic Park III (2001).
Le sequenze dei film ambientati su Isla Sorna vennero girate principalmente nel Parco nazionale di Redwood in California, e a Kauai e Molokai, entrambe isole dell'arcipelago delle Hawaii.
Isla Sorna è solo una delle due isole possedute dalla InGen e su cui sopravvivono i dinosauri. L'altra è Isla Nublar, il cosiddetto "Sito A".

## Descrizione
Isla Sorna si trova nell'arcipelago vulcanico de Las Cinco Muertes (“Delle cinque morti” in spagnolo), un gruppo di piccole isole, al largo della Costa Rica, che prendono il nome da un'antica leggenda dei nativi, che include anche Isla Matanceros, Isla Muerta, Isla Tacaño, Isla Pena e molti altri isolotti più piccoli. Isla Sorna è il luogo in cui la InGen, società di ingegneria biomedica, ha compiuto i suoi esperimenti sui dinosauri.
Poco dopo l'incidente nel parco di Isla Nublar (più piccola di Isla Sorna), l'uragano Clarissa distrugge le strutture della InGen a Isla Sorna; il personale viene evacuato e i dinosauri liberati. Da quel momento, questi ultimi rimangono liberi di cacciare e riprodursi in natura.
Sull'isola si sviluppano spiagge sabbiose, scogliere frastagliate, fiumi impetuosi, laghi e canali che si dirigono verso il mare. Le grandi onde che si abbattono sulla scogliera formano inoltre numerose grotte marine.
A differenza di Isla Nublar, su Isla Sorna tutte le specie sia animali che vegetali non deestinte sono autoctone.

### Flora
Nel romanzo, la vegetazione arborea dell'isola è costituita in prevalenza da alberi tropicali. Invece, essendo i film stati girati al Parco nazionale di Redwood in California, e a Kauai e Molokai, entrambe isole dell'arcipelago delle Hawaii, la vegetazione rispecchia quella di questi luoghi. Tuttavia la vegetazione del terzo film appare molto più tropicale rispetto a quella del secondo, e ciò potrebbe essere ipoteticamente spiegato dalla differenza di condizioni ambientali resa possibile dalla catena montuosa che divide l'isola. Dove non specificato non è possibile risalire alle specie.
Nel romanzo:
- Arecaceae di grossa taglia.
- Pteridophyta giganti.
- Piante rampicanti e liane.
- Pinus.

Nei film:
- Glycine max.
- Hevea brasiliensis.
- Pennisetum purpureum.
- Phaseolus lunatus.
- Sequoia sempervirens.
- Woodwardia fimbriata.

Nella realtà alcune delle piante sopracitate non avrebbero potuto trovarsi sull'isola, in quanto facenti parte di gruppi non presenti nelle prossimità di dove avrebbe dovuto trovarsi la stessa.

### Fauna
Oltre alle creature preistoriche, data l'abbondanza di vegetazione e la varietà di habitat presenti sull'isola, è presente anche una fauna autoctona, descritta nel romanzo e distrattamente mostrata nei film. Dove non specificato non è possibile risalire alle specie.
- Aves. Sono presenti dozzine di specie di uccelli, tutti volatori. In diversi passaggi dei film se ne possono sentire i versi e in alcune scene anche vedere che si alzano in volo dagli alberi quando spaventati.
- Serpentes, nel romanzo si rivela che ne sono presenti delle specie.
  - Lampropeltis triangulum campbelli, in una scena del film The lost world - Jurassic Park ne compare un esemplare. Durante una fuga dal Tyrannosaurus rex, il Dott. Robert Burke, precedentemente messosi al riparo sotto una cascata, si rende conto che il serpente si è infilato nella sua camicia, e spaventatosi esce dalla zona sicura finendo per essere divorato. Data la posizione riferita dell'isola, e dato l'areale di distribuzione di questa specie e di questa sottospecie in particolare, è corretto supporre che questo serpente avrebbe potuto trovarsi lì.
- Oophaga pumilio, se ne sente il gracidio ma non sono mai mostrate. È corretto supporre che anche questa specie avrebbe potuto trovarsi qui.
- Scombrinae, chiamati "bonitos" da Alan Grant. Nonostante siano tutte specie marine, nel film vengono incontrati lungo un fiume, avvenimento comunque registrato per alcune specie.
- Diptera, nei film si vedono parecchie mosche e zanzare.

## Creature preistoriche presenti sull'isola

### Flora
Non viene fatta menzione di piante deestinte su quest'isola, né nel romanzo, né nei film.

### Fauna

#### Nel canone del romanzo

##### Il mondo perduto
- Apatosaurus (genere costituito attualmente da 2 specie[2]).
- Carnotaurus sastrei, a cui è stata aggiunta la capacità di mimetizzarsi con l'ambiente circostante similmente ai moderni camaleonti.
- Dryosaurus (genere costituito attualmente da 2 specie[3][4]).
- Gallimimus bullatus, menzionato tra le specie ricreate, sarebbe dovuto esser trasportato su Isla Nublar come attrazione.
- Hypsilophodon foxii.
- Maiasaura peeblesorum.
- Microceratus gobiensis, di cui si parla come di animali arboricoli. In alcune edizioni viene sostituito con Callovosaurus leedsi.
- Mussaurus patagonicus.
- Ornitholestes hermanni.
- Othnielia rex, che viene descritto come capace di arrampicarsi sugli alberi.
- Pachycephalosaurus wyomingensis.
- Parasaurolophus (genere costituito attualmente da 3 specie).
- Procompsognathus triassicus, a cui è stata aggiunta la caratteristica di un morso velenoso di tipo soporifero[5].
- Stegosaurus (genere costituito attualmente da 3 specie[6]).
- Triceratops (genere costituito attualmente da 2 specie[7]).
- Tyrannosaurus rex.
- Velociraptor, che fu modellato sul Dromaeosauridae Deinonychus antirrhopus, che a quel tempo era stato temporaneamente ribattezzato Velociraptor antirrhopus da Gregory Scott Paul[8]. Sia nel romanzo che nel film, i resti di "Velociraptor" vengono trovati in Montana, dove viveva Deinonychus. Il vero Velociraptor infatti viveva nell'Asia centrale[9]. Nei film, a supporto di ciò, la taglia e la forma del muso sono molto più caratteristici di Deinonychus che non del vero Velociraptor (genere costituito attualmente da 2 specie[10][10][11][12]).

#### Nel canone cinematografico

##### Il mondo perduto - Jurassic Park,Jurassic Park III
- Ankylosaurus magniventris;
- Brachiosaurus altithorax;
- Ceratosaurus nasicornis;
- Compsognathus longipes, nel secondo film il Dott. Robert Burke identifica la specie Procompsognathus triassicus, apparso anche nei 2 romanzi[13];
- Corythosaurus;
- Geosternbergia,[14] mostrato solo nella guida di Roland ma ne dovrebbe essere presente una popolazione sull'isola;
- Mamenchisaurus;
- Pachycephalosaurus wyomingensis;
- Parasaurolophus;
- Pteranodon longiceps;
- Spinosaurus aegyptiacus (ci sono dubbi sulla validità di una seconda specie, S. maroccanus),[15] nel film presenta diverse inesattezze anatomiche dovute alla sua riscoperta avvenuta successivamente l'uscita del film;
- Stegosaurus ;[6]
- Triceratops [7];
- Tyrannosaurus rex;
- Velociraptor, che fu modellato sul Dromaeosauridae Deinonychus antirrhopus, che a quel tempo era stato temporaneamente ribattezzato Velociraptor antirrhopus da Gregory Scott Paul[8]. Sia nel romanzo che nel film, i resti di "Velociraptor" vengono trovati in Montana, dove viveva Deinonychus. Il vero Velociraptor infatti viveva nell'Asia centrale[9]. Nei film, a supporto di ciò, la taglia e la forma del muso sono molto più caratteristici di Deinonychus che non del vero Velociraptor[10][11][12].